# Харт, Элвин
Элвин «Янгблад» Харт (англ. Alvin «Youngblood» Hart), настоящее имя Грегори Эдвард Харт (англ. Gregory Edward Hart); 2 марта 1963 года, Окленд, Калифорния, США  — американский блюзовый мультиинструменталист, певец, автор песен. Номинант премии Грэмми в номинации «Лучший альбом традиционного блюза» (2003) . Лауреат Blues Music Awards в номинации «Лучший дебют» (1997), многократный номинант Blues Music Awards в номинациях «Исполнитель акустического блюза» (1996—1998, 2001—2006),  «Альбом акустического блюза» (1997, 1999, 2003), «Альбом традиционного блюза» (1997), «Исполнитель традиционного блюза» (1997, 2000), «Исполнитель современного блюза» (2006), «Исполнитель акустического блюза» (1997—2001, 2003, 2004) . Вместе с Кеб Мо и Кори Харрисом «водрузил флаг акустического гитарного блюза в середине 1990-х» 

## Биография
Грегори Эдвард Харт родился в 1963 году в Калифорнии в семье переселенцев из Миссисипи. В юности проводил каникулы у родственников в Миссисипи и проникся блюзом, который играли и пели его родственники. В подростковом возрасте жил в Чикаго, где с 1977 года начал активно осваивать гитару и другие музыкальные инструменты, и играл на улицах и в гаражных группах, причём в большей степени это касалосб рок-музыки. Там же он и получил своё прозвище «Молодая кровь» (имя Элвин он взял себе ещё раньше из мультсериала Элвин и бурундуки). Затем он переехал в Лос-Анджелес, надеясь пробиться в музыкальный бизнес, но в общем остался на уровне малоизвестных групп. В 1983 году, как вспоминал сам Харт «…я просто не мог найти людей, с которыми мне нравилось играть в контексте рок-группы. В то время почти все были в шредовых или акульих костюмах, помпадурах и с толстыми полыми блюзовыми гитарами. Мне ничего из этого не нравилось. Именно в тот момент я начал играть на акустической гитаре самостоятельно» 
В 1986 году поступил на службу в Береговую охрану США, и в течение трёх с половиной лет служил на реке Миссисипи , где продолжал практиковаться в блюзе. В 1990 году его перевели в Болинас, Калифорния, в район залива Сан-Франциско, где он сумел добиться успеха: открывал несколько концертов Джо Луиса Уокера и даже в 1991 году был приглашен на престижный фестиваль блюза в Сан-Франциско. 
В 1996 году он выпустил свой дебютный альбом Big Mama's Door, про который написали, что: «Начиная с первой песни, заглавного трека альбома, и продолжая на протяжении всей пластинки, Харт исследовал свою сторону кантри-блюза и традицию акустического блюза через свои собственные экспрессивные интерпретации». Альбом взорвал блюзовое сообщество, Янгблад Харт был признан лучшим дебютантом года Blues Music Awards и был номинирован ещё в четырёх номинациях. Его второй альбом Territory был признан журналом DownBeat лучшим блюзовым альбомом в 1999 году. Этот альбом стал более эклектичным, наряду с блюзом, Харт «отдал дань уважения западной свинговой музыке в своей песне «Tallacatcha», где он сыграл на гитаре и скрипке, исполнил кавер блюз-рокера Капитана Бифхарта «Ice Rose», ямайский ска-грув под названием «Just About to Go» и печальный номер Tin Pan Alley «Dancing With Tears in My Eyes»». В 1997 году записался на трибьют-альбоме Rolling Stones Faint it Blue, в 1999 году на трибьют-альбоме Led Zeppelin Whole Lotta Blues.  Альбом Down In The Alley в 2003 году номинировался на Грэмми, а в 2005 году Харт записался на сборнике Beautiful Dreamer, ставшем лауреатом Грэмми. С того времени музыкант выступает на многих престижных фестивалях и гастролирует по всему миру «от Австралии до Норвегии» . Он записывался как гость или сайдмен с такими например артистами, как Кеб Мо, Джо Луис Уокер, Джуниор Уэллс, Мария Малдор, Бобби Раш, Шемекия Коупленд, много записывался с группой North Mississippi Allstars. 
Кроме того, что Элвин Харт музыкант и автор песен, он увлекается музыкальным оборудованием и инструментами. Как говорил сам музыкант: «Я был гитарным мастером с самого первого дня. Помню, как родители покупали мне новую гитару, и к тому времени, как я ложился спать, я уже разбирал ее до последней нитки»; также его навыки работы с электронным оборудованием, которые он приобрёл в Береговой охране, позволяют ему осуществить его ремонт «на колёсах», из-за чего его коллеги наградили Харта прозвищами «Гаражный партизан» (англ. The Garage Guerrilla) и «Рок-н-ролл Макгайвер» (англ. The Rock'n'Roll MacGyver)  
Тадж Махал отозвался об Элвине Харте как: «Его навыки мультиинструменталиста привлекают внимание. Его понимание идиом, тона, юмора, радости и широты афроамериканской акустической музыкальной традиции необыкновенно. Его музыка — чистое удовольствие и сюрприз» 
«Харт видит блюз как тип музыки, который является чем-то большим, чем чисто американским жанром; это глобальная форма, которая охватывает страны, жанры и века. Он самоучка-мультиинструменталист, мощный игрок, играющий как на акустической, так и на электрогитаре, а также на банджо и мандолине» .
«Заимствуя приёмы у ряда исполнителей, таких как рок-гитарист Джими Хендрикс и альтернативный блюзмен Капитан Бифхарт, Харт разработал эклектичный стиль блюза, который включал элементы западного свинга, поп-музыки, регги и рока» .
«Его песни чтят блюзовое наследие таких основополагающих фигур, как Лидбелли и Роберт Джонсон, но также его творчество включает в себя более эклектичные явления, такие как западный свинг, ямайский ска, фанк, джаз и эйсид-рок».

## Дискография
- Big Mama's Door (1996)
- Territory (1998)
- Start with the Soul (2000)
- Down In The Alley (2002)
- Motivational Speaker (2005)
- Helluva Way/Watchin’ Brian Jones (2015, сингл)